# یوپوکونکا
یوپوکونکا (به اسپانیایی: Jupucunca) یک کوه در پرو است که در پرو واقع شده‌است. یوپوکونکا ۵٬۲۹۵ متر بالاتر از سطح دریا واقع شده‌است.